# 克利馬尼國家公園
47°07′37″N 25°10′05″E / 47.127°N 25.168°E

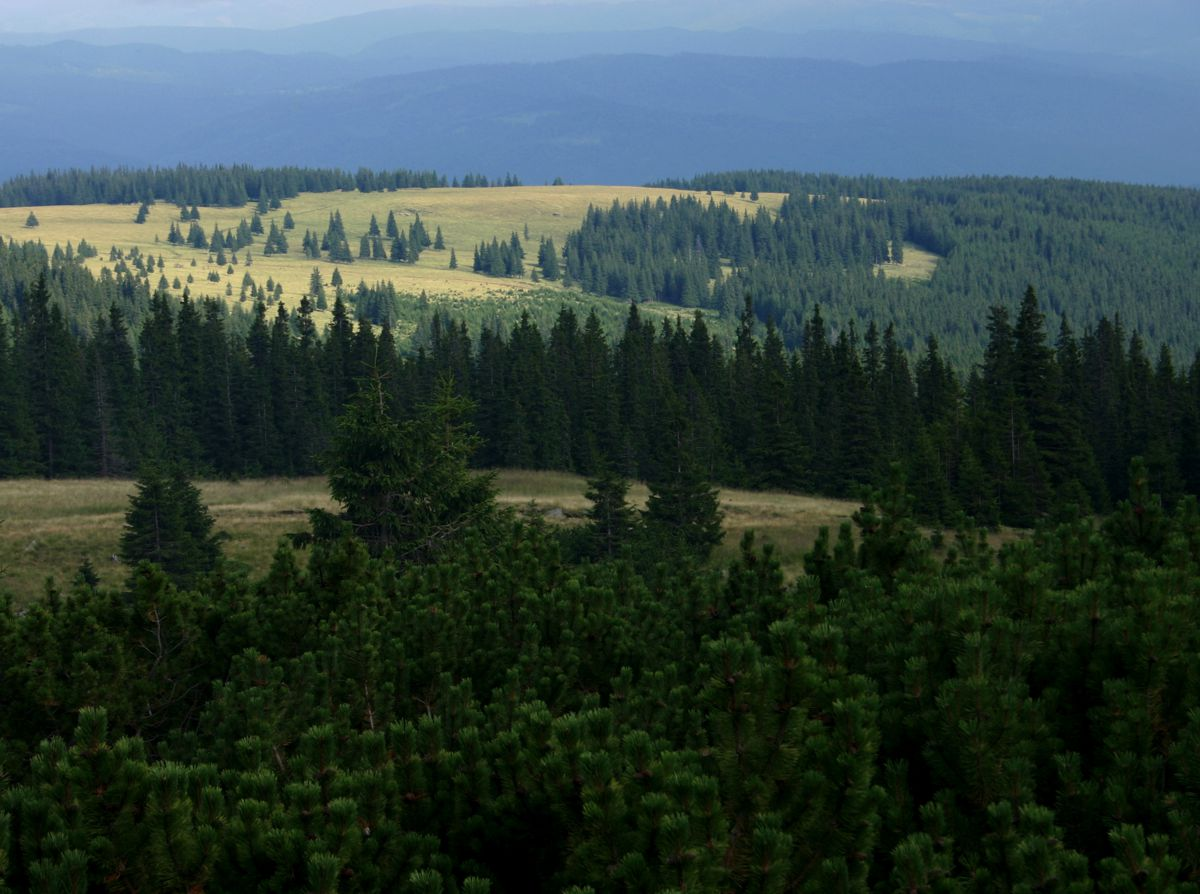

克利馬尼國家公園是羅馬尼亞的國家公園，位於該國北部，成立於2000年，面積240平方公里，有棕熊、歐洲馬鹿、西方狍、狼、野豬、赤狐、歐亞猞猁、歐亞水獺、歐亞紅松鼠、松貂、歐洲鼬、歐洲鼴鼠、普通田鼠、小蝙蝠等動物棲息。